# Aérospatiale Alouette III
Aérospatiale Alouette III (z fr. skowronek) – lekki śmigłowiec produkowany przez francuski koncern Aérospatiale. Używany zarówno przez siły zbrojne, jak i do celów cywilnych.

## Historia
Alouette III jest następcą śmigłowca Aérospatiale Alouette II, ale większym i posiadającym większą liczbę miejsc siedzących. Oba te śmigłowce wywodzą się od tego samego projektu firmy Sud-Est Aviation SE-3120 Alouette napędzanego silnikiem tłokowym, oblatanym 31 lipca 1951 roku.
Pierwsza prototypowa wersja Alouette III o symbolu SE-3160, napędzana silnikiem Turboméca Artouste odbyła swój pierwszy lot 28 lutego 1959 roku. SA-316A (SE-3120) był pierwszym modelem produkcyjnym, który wytwarzano do 1969 roku do momentu zastąpienia go przez SA-316B. 
SA-316B posiadał wytrzymalsze układy przeniesienia napędu i większą maksymalną masę startową, ale napędzany był wciąż tym samym silnikiem turbowałowym Turboméca Artouste.
Śmigłowiec SA-319B wszedł do produkcji w 1968 i napędzany był silnikiem Turboméca Astazou XIVktóry miał lepsze charakterystyki w lotach na dużych wysokościach i w wysokich temperaturach. Zużywał także mniej paliwa.
Obie wersje SA-316B i SA-319B pozostały w produkcji seryjnej aż do wczesnych lat 80. XX wieku. Indyjska firma Hindustan Aeronautics Limited do dziś kontynuuje budowę na licencji śmigłowców Alouette III nazywanych Chetak. Alouette III był także wytwarzany licencyjnie przez rumuńską wytwórnię ICA, szwajcarską F+W Emmen i holenderskie firmy Fokker i Lichtwerk. 
Liczba wyprodukowanych egzemplarzy:
- Francja: około 1500
- Indie: ponad 300 (wciąż jest produkowany)

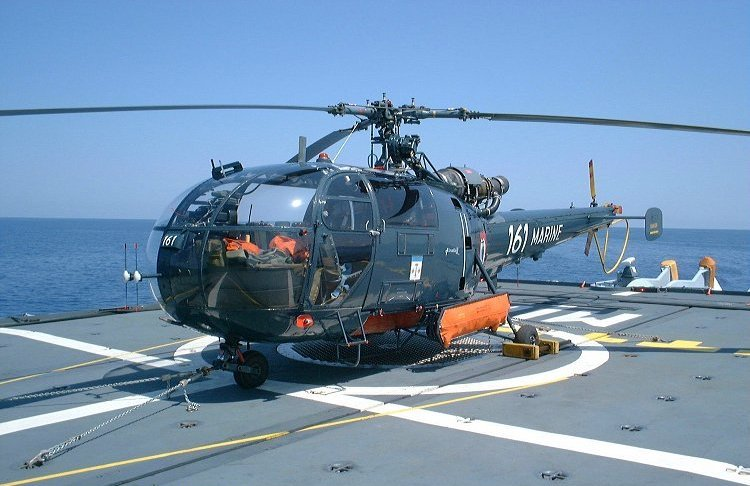
Śmigłowiec Alouette III

- Rumunia: 200
- Szwajcaria: 60

## Użytkownicy

### SA 316
Argentyna, Austria, Burundi, Czad, Demokratyczna Republika Konga, Kongo, Ekwador, Etiopia, Francja, Ghana, Gwinea Bissau, Indonezja, Irak, Irlandia, Jordania, Liban, Libia, Malezja, Malta, Pakistan, Rwanda, Południowa Afryka, Surinam, Szwajcaria, Tunezja, Wenezuela, Zimbabwe

### SA 319
Albania, Austria, Belgia, Kamerun, Francja, Grecja, Indie, Meksyk, Pakistan, Peru, Portugalia, Rumunia

## Wersje śmigłowca Alouette III
- SA-316B – posiadał silnik turbowałowy Turboméca Artouste IIIB o mocy 570 KM (425 kW) napędzający trójłopatowy wirnik główny i trójłopatowy wirnik ogonowy.
- SA-319B – posiadał silnik turbowałowy Turboméca Artouste XIV o zwiększonej mocy 600 KM (450 kW)
- SA-316B – był produkowany na licencji w Indiach jako HAL Chetak i w Rumunii jako IAR-316B.
- SA-316C – posiadał silnik Turboméca Artouste IIID.

W wersji sanitarnej może zabrać pilota, dwie osoby personelu medycznego i dwóch pacjentów na noszach.